# Ronde van Italië 2024/Tiende etappe
De tiende etappe van de Ronde van Italië 2024 vond plaats op 14 mei. Deze etappe werd gewonnen door Valentin Paret-Peintre die zijn eerste profzege boekte en daarmee ook voor het eerst in de UCI World Tour.

## Koersverloop
Deze tiende etappe van de Ronde van Italië 2024 was na een rustdag die de maandag ervoor plaatsvond. Een hoop renners hadden goede moed en probeerden mee te zijn in de vlucht van de dag. Het duurde daarom ook zo'n tachtig kilometer totdat er een groep met vluchters lang vooraan kon blijven. Deze kopgroep bestond uit 27 renners, vanwege de grootte van de omvang plaatsten enkele renners aanvallen en daaruit ontstonden losse groepjes renners. Op 35 kilometer voor de finish ging Jan Tratnik in de aanval. Achter hem kwam een achtervolgingsgroep tot stand met de volgende vier renners: Andrea Bagioli, Romain Bardet, Marco Frigo en Valentin Paret-Peintre. Uit deze groep bleken de twee Fransen de sterksten. Paret-Peintre haalde op iets meer dan twee kilometer te gaan Tratnik in, Bardet deed niet veel later hetzelfde zij het met iets meer moeite dan zijn jongere landgenoot. Van hier af aan wist Paret-Peintre zijn voorsprong niet meer weg te geven en uit te breiden tot een halve minuut met Bardet. Tratnik sloot het podium af en kwam een minuut na de winnaar binnen. Bij de klassementsrenners probeerde Ben O'Connor nog te profiteren van de ietwat zieke Cian Uijtdebroeks door niet ver van de finish nog in de aanval te gaan. O'Connor won hiermee dertien seconden op de Belg. Geraint Thomas, Tadej Pogačar en Einer Rubio konden bij O'Connor in het wiel blijven. Naast O'Connor deden ook Bardet en Filippo Zana goede zaken in het algemene klassement. Beide renners kwamen in de top tien, dit ten koste van Thymen Arensman en Jan Hirt.
Alle leiders in de klassementen bleven na deze etappe dezelfde renners.

## Uitslagen
| Pompeï – Cusano Mutri 142 km |                        |                                 |          |
| Plaats                       | Naam                   | Ploeg                           | tijd     |
| Winnaar                      | Valentin Paret-Peintre | Decathlon AG2R La Mondiale Team | 4u37'54" |
| 2                            | Romain Bardet          | Team dsm-firmenich PostNL       | + 29"    |
| 3                            | Jan Tratnik            | Team Visma \| Lease a Bike      | + 1'01"  |
| 4                            | Andrea Bagioli         | Lidl-Trek                       | + 1'18"  |
| 5                            | Aurélien Paret-Peintre | Decathlon AG2R La Mondiale Team | + 1'25"  |
| 6                            | Simon Geschke          | Cofidis                         | z.t.     |
| 7                            | Filippo Zana           | Team Jayco AlUla                | z.t.     |
| 8                            | Domenico Pozzovivo     | VF Group-Bardiani CSF-Faizanè   | z.t.     |
| 9                            | Nicola Conci           | Alpecin-Deceuninck              | + 1'41"  |
| 10                           | Esteban Chaves         | EF Education-EasyPost           | + 1'56"  |

| Algemeen klassement |                        |                                 |           |
| Plaats              | Naam                   | Ploeg                           | Tijd      |
| Roze trui           | Tadej Pogačar          | UAE Team Emirates               | 36u46'08" |
| 2                   | Daniel Felipe Martínez | BORA-hansgrohe                  | + 2'40"   |
| 3                   | Geraint Thomas         | INEOS Grenadiers                | + 2'58"   |
| 4                   | Ben O'Connor           | Decathlon AG2R La Mondiale Team | + 3'39"   |
| 5                   | Cian Uijtdebroeks      | Team Visma \| Lease a Bike      | + 4'15"   |
| 6                   | Antonio Tiberi         | Bahrain Victorious              | + 4'27"   |
| 7                   | Romain Bardet          | Team dsm-firmenich PostNL       | + 4'57"   |
| 8                   | Lorenzo Fortunato      | Astana Qazaqstan Team           | + 5'19"   |
| 9                   | Filippo Zana           | Team Jayco AlUla                | + 5'23"   |
| 10                  | Einer Rubio            | Movistar Team                   | + 5'28"   |

### Opgaven
Er zijn deze etappe vier renners niet gestart, allen wegens ziekte. Waaronder de Nederlander Olav Kooij die de vorige etappe won.
Niet gestart
Max Kanter (Astana Qazaqstan Team)
Ethan Vernon (Israel-Premier Tech)
Olav Kooij (Team Visma | Lease a Bike)
Marius Mayrhofer (Tudor Pro Cycling Team)
1e etappe ·
2e etappe ·
3e etappe ·
4e etappe ·
5e etappe ·
6e etappe ·
7e etappe ·
8e etappe ·
9e etappe ·
10e etappe ·
11e etappe ·
12e etappe ·
13e etappe ·
14e etappe ·
15e etappe ·
16e etappe ·
17e etappe ·
18e etappe ·
19e etappe ·
20e etappe ·
21e etappe
Startlijst · Eindstanden · Afbeeldingen